# Frei Lagonegro
Frei Lagonegro è un comune del Brasile nello Stato del Minas Gerais, parte della mesoregione della Vale do Rio Doce e della microregione di Peçanha.